# سوکوی ناگه
سوکوی ناگه (به ژاپنی: 掬い投)-(به انگلیسی: Sukui Nage) یکی از فنون و تکنیک‌های دستهٔ ناگه-وازا رشتهٔ ورزشی جودو است که در زیردستهٔ ته-وازا دسته‌بندی می‌شود. هدف از این تکنیک، واردآوردن فشار و درگیرکردن پاهای حریف است.